# ジョビ・マカナフ
ジョビ・マカナフ（Jobi McAnuff、1981年11月9日 - ）は、イングランド・ロンドンインフィールド区出身の元プロサッカー選手、サッカー指導者。元サッカージャマイカ代表。現役時代のポジションはMF。

## 経歴

### クラブ
ウィンブルドンFCでキャリアをスタート。2004年1月、クラブの財政状況悪化に伴いウェストハム・ユナイテッドFCに移籍。その後は主として、カーディフ・シティFC、クリスタル・パレスFC、ワトフォードFC、レディングFCなど下位リーグのクラブを渡り歩いた。レディングではキャプテンを務めるなど中心選手として活躍し、2011–12シーズンにはプレミアリーグ昇格を達成した。

### 代表
自身はイングランド生まれながら、父親がジャマイカ出身のためジャマイカ代表を選択。2002年5月の親善試合でジャマイカ代表デビューを果たした。その後、長期にわたって代表から遠ざかったが、2013年1月に初キャップから約10年ぶりに代表戦に出場した。2014年のカリビアンカップ決勝ではPK戦でPKを成功させ優勝に貢献した。コパ・アメリカ・センテナリオではグループステージ全3試合に出場した。

#### ゴール
| No. | 開催日       | 場所     | 対戦国     | スコア | 結果 | 試合概要                    |
| --- | ------------ | -------- | ---------- | ------ | ---- | --------------------------- |
| 1   | 2015年6月8日 | カーソン | コスタリカ | 2–2    | 2–2  | 2015 CONCACAFゴールドカップ |

## 所属クラブ
ユース
- ウィンブルドンFC

プロ
- ウィンブルドンFC 2000-2004
- ウェストハム・ユナイテッドFC 2004
- カーディフ・シティFC 2004-2005
- クリスタル・パレスFC 2005-2007
- ワトフォードFC 2007-2009
- レディングFC 2009-2014
- レイトン・オリエントFC 2014-2016
- スティヴネイジFC 2016-2017
- レイトン・オリエントFC 2017-2021

## 指導歴
- レイトン・オリエントFC 2021

## タイトル
レディング
- フットボールリーグ・チャンピオンシップ (1): 2011-12

ジャマイカ代表
- カリビアンカップ (1): 2014